# Franz Thomé

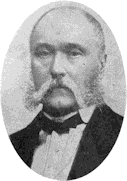
Franz Thomé

Franz Thomé (* 21. November 1807 in Wien; † 22. Mai 1872 in Prag) war ein österreichischer Theaterdirektor und Schauspieler.

## Leben
Franz Thomé war der Sohn eines Beamten des russischen Botschafters in Wien, Fürst Andrei Kirillowitsch Rasumowski. Nach dem Tod des Vaters übersiedelte die Mutter mit ihm nach Dresden, wo er das Gymnasium absolvierte. Als die Mutter wieder heiratete, zog die Familie nach Wien zurück, wo er mit 17 Jahren die Theaterlaufbahn einschlug. Seine ersten Engagements hatte er in Wien, Mainz und Paris, wo die Gesellschaft, der er angehörte, finanziell scheiterte. Ab 1837 spielte Thomé erst in Pest und dann in Nürnberg. Kurz danach übernahm er die Direktion des Theaters in Laibach, die damals mit der von Triest verbunden war. 1847 wurde er von Graf Skarbek nach Lemberg in dessen neu erbautes Theater als „artistischer Director“ engagiert, kehrte aber schon 1848 zu den vereinigten Bühnen von Laibach, Triest und Klagenfurt zurück. 1850 übernahm er die Leitung des grazer Landständischen Theaters. Ein geflügeltes Wort dieser Zeit – begründet auf das von ihm geförderte ausgezeichnete Bühnenbild – lautete:
„Man muß den ‚Propheten‘ in Wien hören und in Gratz sehen.“
Vom 22. März 1853 bis zum Jahre 1858 war er Direktor des Theaters in Riga. Ab 1859 führte er – zuerst gemeinsam mit Johann August Stöger – das Prager Ständetheater. Als er sich mit diesem 1860 wegen finanzieller Diskrepanzen überwarf, leitete er das Theater bis 1864 alleine weiter. Einige bekannte Darsteller, wie den späteren Wiener Burgschauspieler Konrad Adolf Hallenstein und die Sänger Franz Innozenz Nachbaur und Eduard Bachmann, holte er in sein Ensemble. Nach einer kurzen Unterbrechung führte er neuerlich von 1865 bis 1866 dieses Theater, bis es durch den preußischen Einmarsch geschlossen wurde. Eine Gründung Thomés war das von ihm auf eigene Kosten erbaute Neustädter Theater, ab 1868 leitete er zusätzlich die Bühne von Linz.
Im Jahre 1870 erlitt Thomé einen Schlaganfall, löste seinen Vertrag in Linz und kehrte nach Prag zurück, wo er 1872 nach einem zweiten Schlaganfall verstarb.
Er war zweimal verheiratet, ab 1837 (in Pest) mit der Lokalsängerin und Choristin Dlle.  Baumgärtner und nach seiner Übersiedlung nach Prag mit der Sängerin Dlle. Günther; aus dieser zweiten Ehe hatte er eine Tochter.
Franz Thomé gründete am 10. Oktober 1859 in Prag gemeinsam mit einigen seiner Schauspielern und Sängern den Künstler- und Geselligkeitsverein Schlaraffia.